# Силезко възвишение
Силезкото възвишение (на полски: Wyżyna Śląska) е възвишение в южната част на Полша, западен участък на обширното Силезко-Малополско възвишение. Образува плато с височина 200 – 300 m, разчленено от речните долини на отделни по-малки възвишения. Максимална височина връх Света Ана 408 m, разположен в най-западната му част. На запад се простира до долината на река Одра, на изток долината на река Пилица (ляв приток на Висла) го отделя от Малополското възвишение, на север постепенно се понижава към Великополско-Куявската низина, а на юг се повишава към подножията на Западните Бескиди. Изградено е основно от карбонски въгленосни пластове, препокрити от мезозойски варовици и други седиментни материали. От възвишението водят началото си реките Мала Панев, Лисварта, Варта и др. от басейна на Одра, Гостиня, Пшема и др. от басейна Висла. На територията на Силезкото възвишение е разположена значителна част от Горносилезкия каменовъглен басейн, а се експлоатират и находища на железни и оловно-цинкови руди, каменна сол и сяра. Целият район е високо индустриализиран и с голяма плътност на населението (т.н. Горносилезка градска агломерация).